# IHK Nord
| IHK Nord Arbeitsgemeinschaft norddeutscher Industrie- und Handelskammern | IHK Nord Arbeitsgemeinschaft norddeutscher Industrie- und Handelskammern |
| ------------------------------------------------------------------------ | ------------------------------------------------------------------------ |
| Sitz                                                                     | Hamburg                                                                  |
| Anzahl Kammern                                                           | 12                                                                       |
| Website                                                                  | www.IHK-Nord.de                                                          |
| Geschäftsführer                                                          | Alexander Anders                                                         |

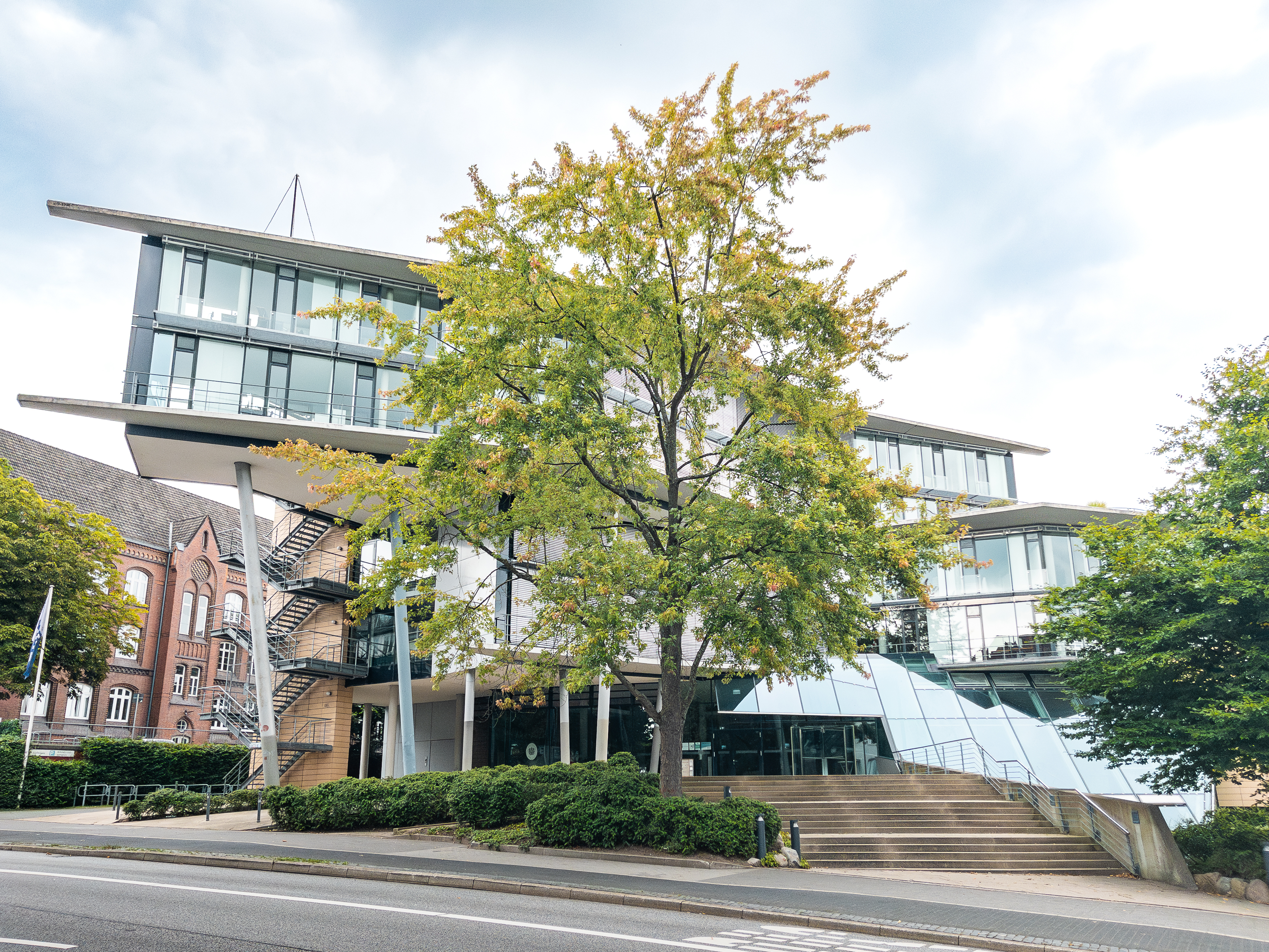
Industrie- und Handelskammer zu Kiel

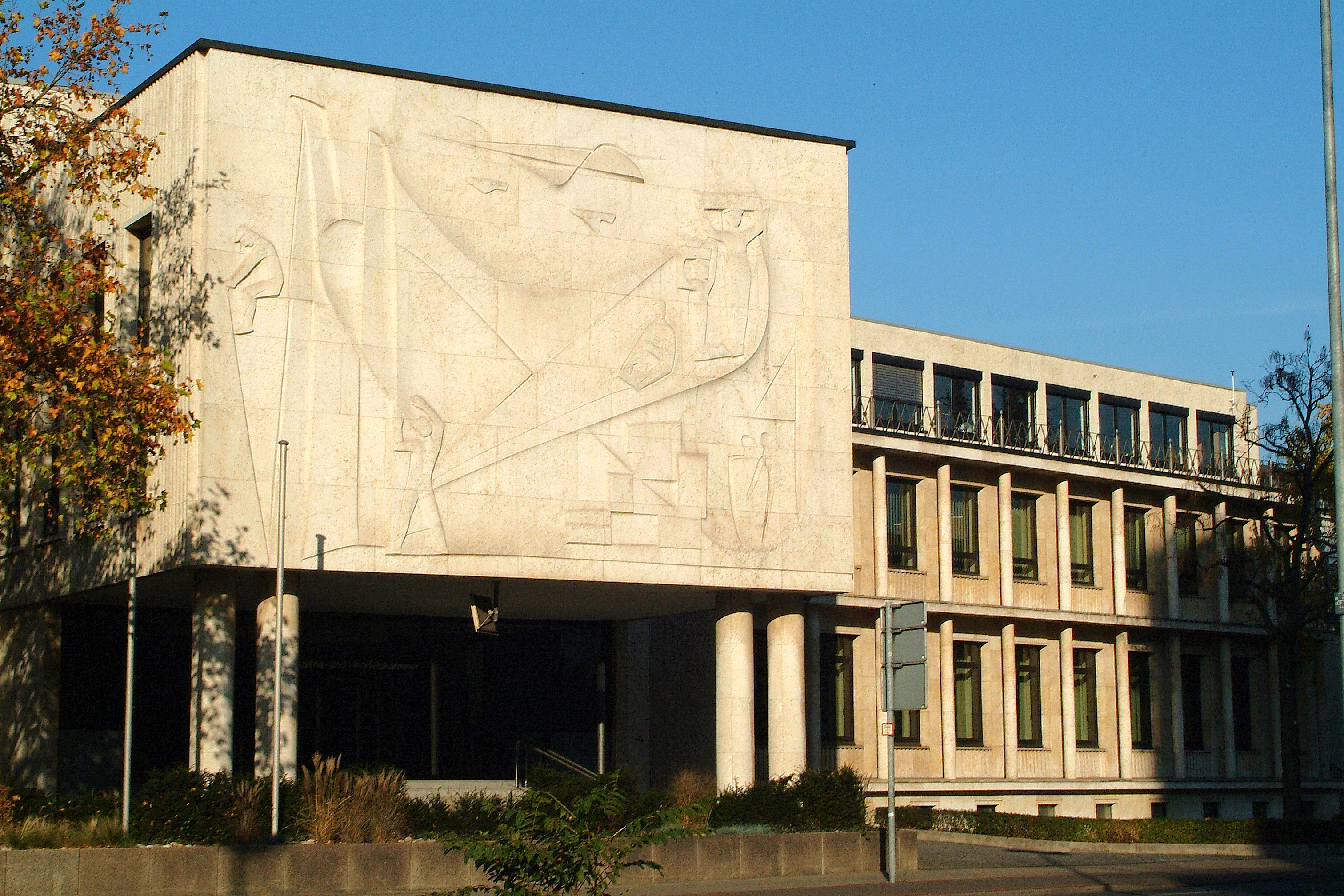
Industrie- und Handelskammer Hannover

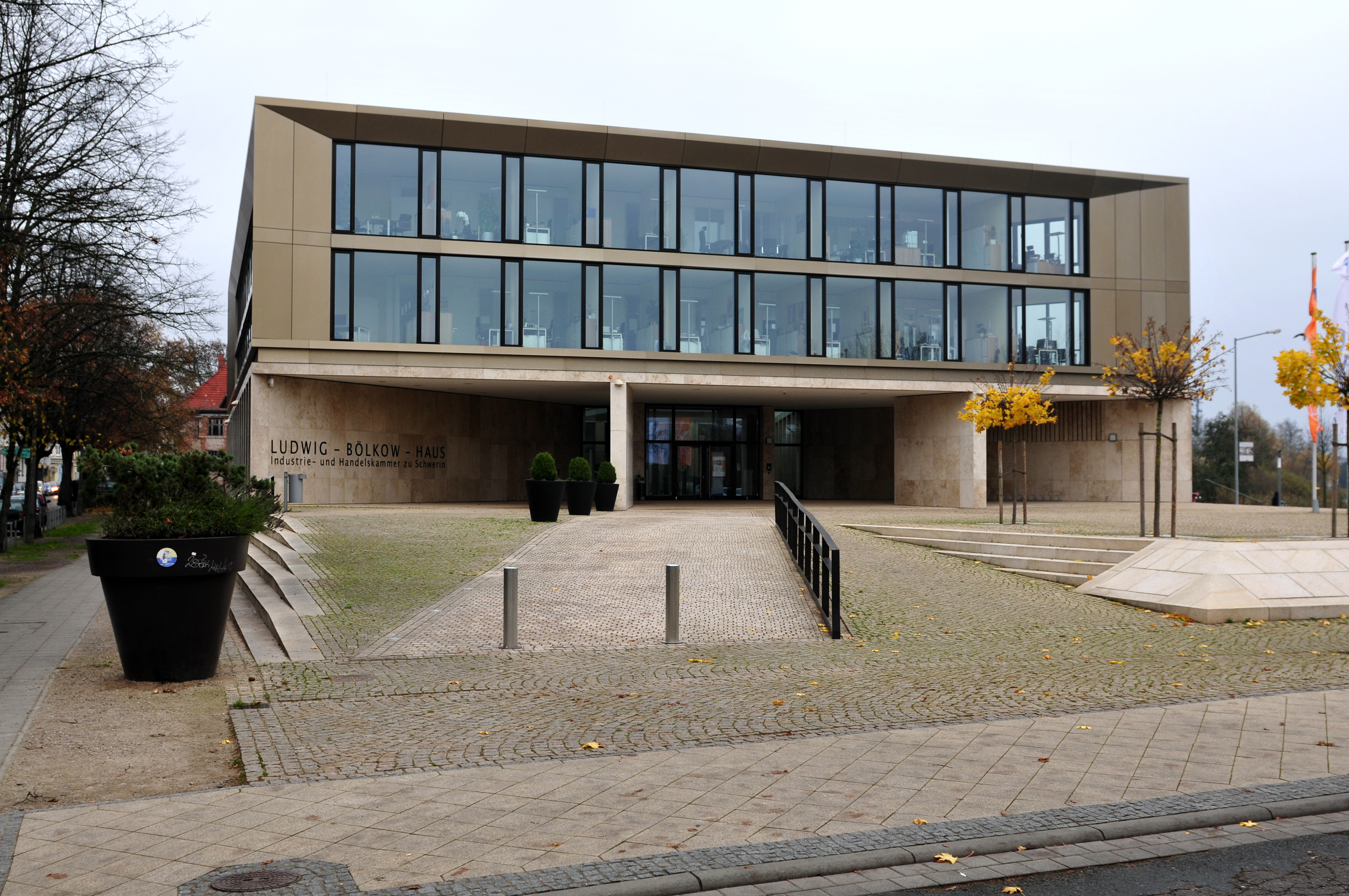
Industrie- und Handelskammer zu Schwerin

In der IHK Nord – Arbeitsgemeinschaft norddeutscher Industrie- und Handelskammern vereinigen sich 12 norddeutsche Kammern, mit dem Ziel, gemeinsame Interessen der norddeutschen Wirtschaft bundesweit und international besser zu vertreten, als es den einzelnen Kammern alleine möglich wäre.

## Organisation
Die Geschäfte führt eine der Kammern für jeweils ein Jahr. Die Geschäftsstelle der Vereinigung befindet sich in Hamburg. Die IHK Nord betreibt ein Büro in Brüssel, um ihre Interessen in der europäischen Union wahrzunehmen.

## Mitglieder der Arbeitsgemeinschaft
Die Mitglieder der IHK Nord nach Bundesländern:

### Bremen
- Handelskammer Bremen – IHK für Bremen und Bremerhaven

### Hamburg
- Handelskammer Hamburg

### Mecklenburg-Vorpommern
- Industrie- und Handelskammer zu Neubrandenburg
- Industrie- und Handelskammer zu Rostock
- Industrie- und Handelskammer zu Schwerin

### Niedersachsen
- Industrie- und Handelskammer für Ostfriesland und Papenburg
- Industrie- und Handelskammer Lüneburg-Wolfsburg
- Oldenburgische Industrie- und Handelskammer
- Industrie- und Handelskammer Stade für den Elbe-Weser-Raum
- Industrie- und Handelskammer Hannover

### Schleswig-Holstein
- Industrie- und Handelskammer zu Flensburg
- Industrie- und Handelskammer zu Kiel
- Industrie- und Handelskammer zu Lübeck

## Aktivitäten
Die IHK Nord fördert die norddeutsche Wirtschaft besonders in den Bereichen Hafenwirtschaft, maritime Technologie, Forschung und Verbundwirtschaft. Aufgrund der räumlichen Nähe arbeitet man bei der Infrastruktur, der Energiewirtschaft und im Tourismus zusammen. Man sieht sich auch als Zentrum der Automobilwirtschaft sowie der Luft- und Raumfahrt. Die IHK Nord gehört zu den Unterstützern der Bewerbung Hamburgs um die Olympischen Sommerspiele 2024.
Seit 2013 gibt es eine Kooperationsvereinbarung zwischen der IHK Nord und den Wirtschaftsjunioren im Hanseraum.